# کنت (واشینگتن)
کنت (به انگلیسی: Kent) شهری در شهرستان کینگ ایالت واشنگتن است. ششمین شهر بزرگ در ایالت واشینگتن و سومین شهر در شهرستان کینگ. کنت در میان شهرهای سیاتل، واشینگتن و تاکوما واقع شده‌است، در ۱۹ کیلومتری جنوب سیاتل و ۱۹ کیلومتری شمال تاکوما قرار دارد. شهرهای نزدیک آن عبارت اند از رنتون و تاکویلا در شمال آن و شهرهای کاوینگتون و مپل ولی در جنوب آن و شهر اوبرن در شرق آن و شهرهای فدرال وی، سی تک و دس موینز در غرب کنت. با توجه به سرشماری آوریل ۲۰۱۰ در این شهر ۹۲٬۴۱۱ نفر جمعیت داشت؛ و تا سرشماری ژوئیه ۲۰۱۳ جمعیت آن به ۱۲۴٬۴۳۵ نفر رشد کرد.